# همراه یک عنکبوت آمد (فیلم)
وقتی که عنکبوت می‌آید (انگلیسی: Along Came a Spider) یک فیلم نئو-نوآر آمریکایی در ژانر فیلم دلهره‌آور و جنایی به کارگردانی لی تاماهوری است که در سال ۲۰۰۱ منتشر شد. این دومین قسمت از مجموعه فیلم‌های الکس کراس و دنباله‌ای بر فیلم دختران را ببوس محصول ۱۹۹۷ است. فیلمنامه مارک ماس از رمانی با همین عنوان در سال ۱۹۹۳ توسط جیمز پترسون اقتباس شده بود، اما بسیاری از عناصر اصلی داستان کتاب حذف شدند. این فیلم در باکس آفیس موفق بود، اگرچه نقدهای متفاوتی از منتقدان دریافت کرد.

## داستان
کاراگاه الکس کراس (مورگان فریمن) همسر خود را از دست می‌دهد، به همین دلیل از کارش کنار می‌کشد، ولی روزی فردی که با او خصومت شخصی دارد دختری(دختر یک سناتور) را گروگان می‌گیرد و او مجبور به بازگشت به شغل خود می‌شود …

## بازیگران
- مورگان فریمن
- مونیکا پاتر
- مایکل وینکات
- دیلن بیکر
- میکا بورم
- آنتون یلچین
- جی او. ساندرس
- بیلی برک
- مایکل موریارتی
- پنلوپه آن میلر